# Soninke
Soninke (także: Sarakole, Seraculeh albo Serahuli) – lud w Afryce Zachodniej. Ich struktura społeczna i organizacja są typowe jak u plemion Mande. Byli założycielami średniowiecznego Imperium Ghany (750–1240).
Po kontakcie z muzułmańskimi kupcami z państwa Almorawidów przybyłymi z północy około roku 1066, szlachcice Soninke, sąsiedzi Takrur przyjęli islam, będąc jedną z najwcześniejszych subsaharyjskich grup etnicznych, które zastosowały się do nauki Mahometa. Imperium Ghany rozproszyło się w rezultacie diaspory i do dziś można znaleźć Soninke w Mali, Senegalu, Mauretanii, Gambii, Wybrzeżu Kości Słoniowej, Nigerii i Gwinei Bissau, od nich pochodzą sławni kupcy znani jako Wangara.
Dzisiaj liczba Soninke wraz z podgrupą Bozo wynosi ok. 3,3 miliona. Mówią językiem soninke z grupy mande.